# Венбюттель
Венбюттель (нем. Wennbüttel) — община в Германии, в земле Шлезвиг-Гольштейн. 
Входит в состав района Дитмаршен. Подчиняется управлению КЛьГ Альберсдорф.  Население составляет 78 человек (на 31 декабря 2010 года). Занимает площадь 4,54 км².